# Namensträger
Namensträger sind natürliche oder juristische Personen sowie nicht registergerichtlich eingetragene Personenvereinigungen.

## Definition
Die Namensträgerschaft hat Ordnungs- und Unterscheidungsfunktion und drückt die Identität und die Individualität der „Namensträger“ aus.